# 兰格利亚

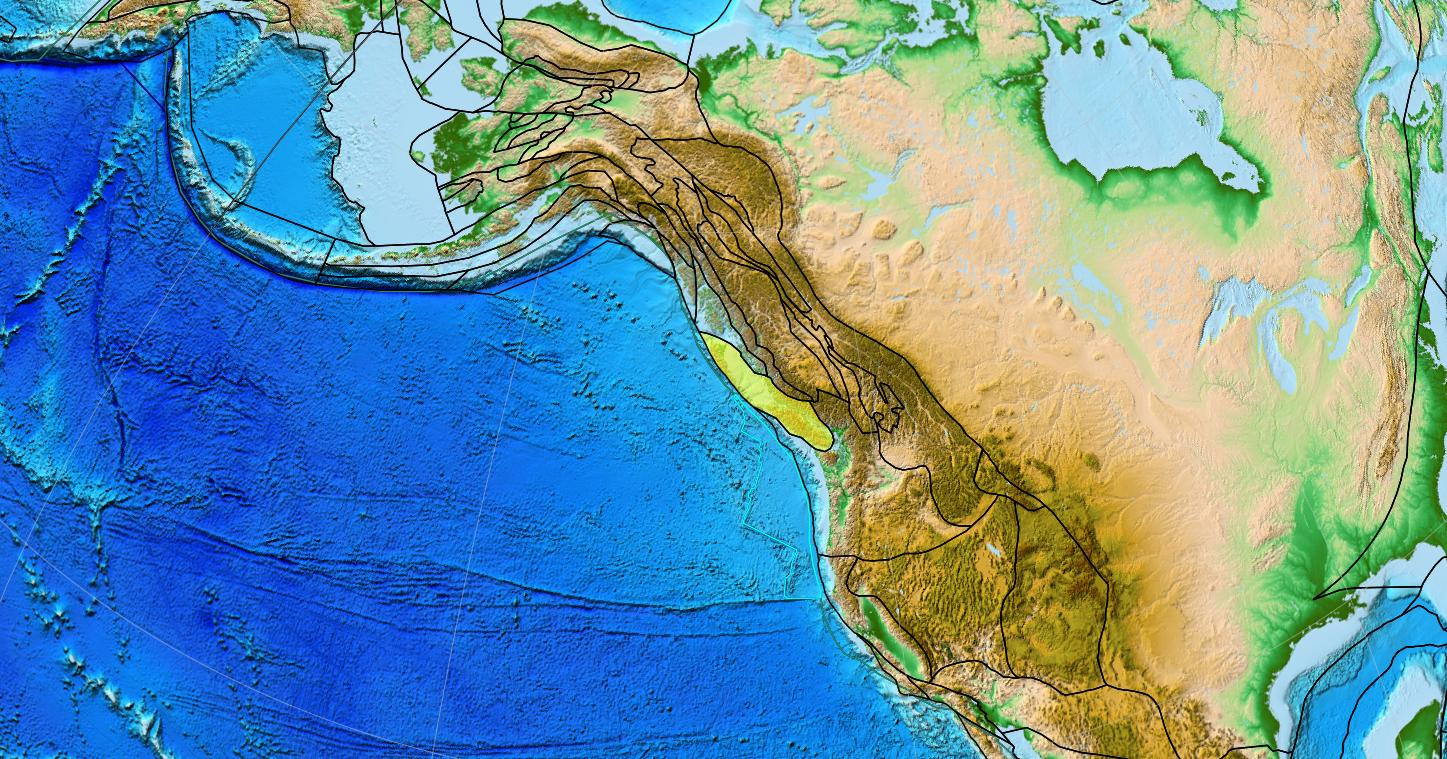
黄色为兰格利亚地体的范围

兰格利亚地体是位于美国阿拉斯加州南部、加拿大育空地区西南部和不列颠哥伦比亚省西南部（包括夏洛特皇后群岛和温哥华岛）的一块广阔的三叠纪海底高原，后来作为一块地体拼贴到北美洲板块之上。它是地体概念提出后，建立的第一个地体实例。其名称来自阿拉斯加东南部的兰格尔火山。